# Związek Ruchu Narodowego
Związek Ruchu Narodowego – polskie ugrupowanie narodowo-radykalne aktywne w połowie lat 30. XX w. 
Grupa uformowała się w ramach warszawskiej Sekcji Młodych Stronnictwa Narodowego wokół pisma „Pobudka”. Jesienią 1934 r. jako Młoda Myśl Narodowa oderwała się od SN zarzucając macierzystej partii oportunizm i początkowo związała się ze Związkiem Młodych Narodowców. Jesienią 1935 r. na bazie MMN utworzony został Związek Ruchu Narodowego. 
Ideologią ugrupowania był „polski socjalizm narodowy”. Nacjonalizm wyrażał się w postulatach ekspansji i przymusowej asymilacji mniejszości. W Polsce miała panować „czysta krew słowiańska i aryjska”. Ponadto zakładano zdobycie pozaeuropejskich terytoriów „zdatnych do osadnictwa rasy białej”. Antykapitalizm przyjmował postać upowszechnienia własności. Państwo miało mieć ustrój monopartyjny i totalitarny. Duży wpływ na doktrynę ZRN miał nazizm, który zachwalano w partyjnej propagandzie.
Latem 1936 r. ZRN połączył się z Partią Narodowych Socjalistów. 
Przywódcą ZRN był Antoni Malatyński, który opracował jego autorską ideologię.